# سیلور پلوم (کلرادو)
سیلور پلوم (به انگلیسی: Silver Plume) شهری در ایالت کلرادو کشور ایالات متحده آمریکا است که جمعیت آن در سرشماری سال ۲۰۱۰ میلادی، ۱۷۰ نفر بوده‌است.